# سیارک ۷۷۰۵
سیارک ۷۷۰۵ (به انگلیسی: 7705 Humeln، نامگذاری:1993FU7) هفت هزار و هفتصد و پنجمین سیارک کشف شده‌است که در ۱۷ مارس ۱۹۹۳ کشف شد.
قدر مطلق سیارک برابر ۱۵٫۰۰ است.